# San Giovanni al Natisone
San Giovanni al Natisone (San Zuan dal Nadison in friulano moderno, San Zuan di Manzan in friulano originale, San Zuan nella variante locale) è un comune italiano di 6 023 abitanti del Friuli-Venezia Giulia.
Il comune è parte integrante del cosiddetto Triangolo della Sedia, afferente al più vasto comprensorio del Distretto industriale della sedia, importantissimo polo artigianale ed industriale ad alta densità di insediamento nel settore del mobile.

## Geografia fisica
Il comune è situato ai limiti orientali della pianura friulana, ai piedi delle prime alture del Collio. Il territorio è lambito in senso longitudinale ad ovest dal fiume Natisone, che segna gran parte del confine con il comune di Manzano, e ad est dal fiume Iudrio, sul quale corre il confine col comune di Cormons e la provincia di Gorizia.

## Storia

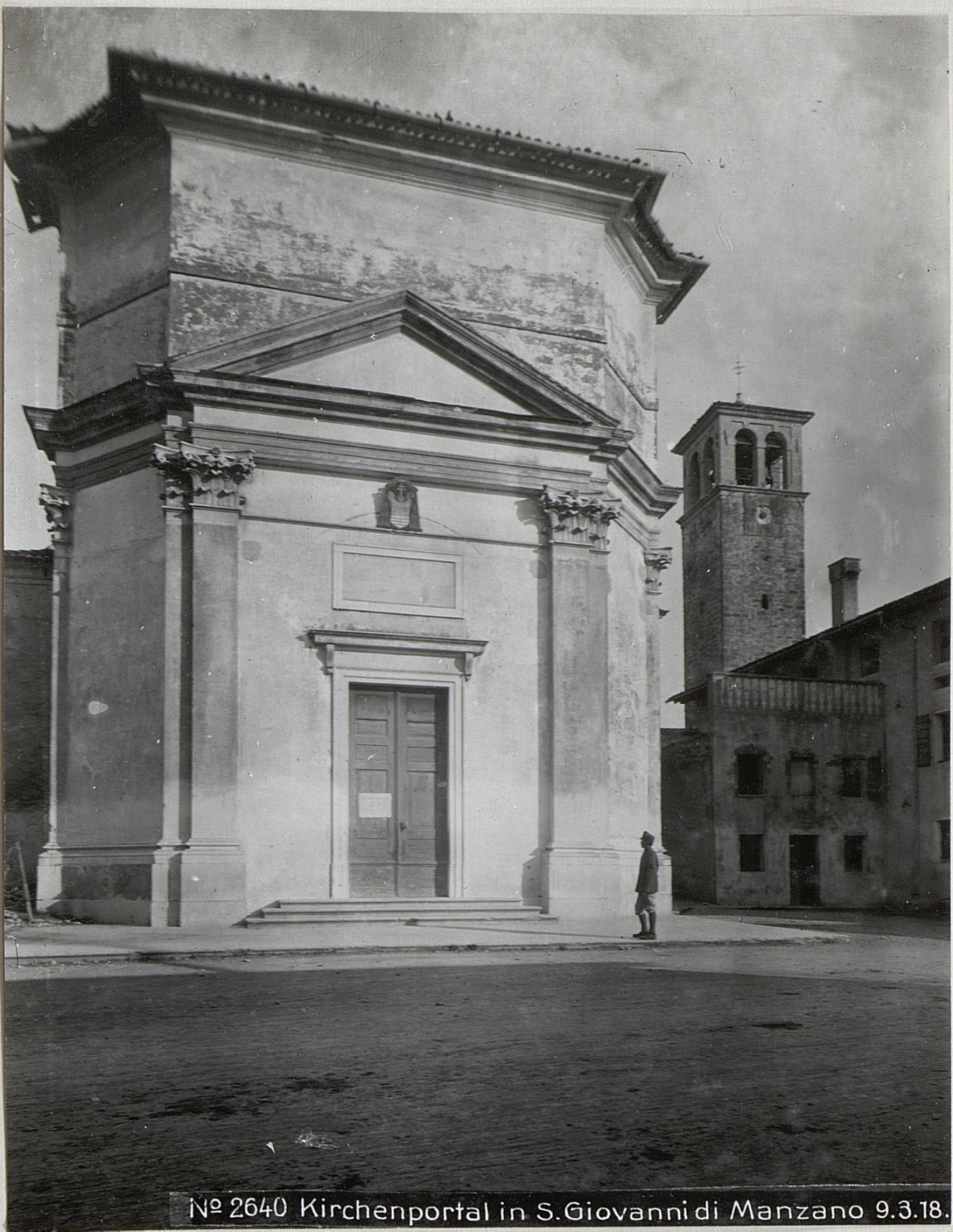
La parrocchiale di San Giovanni fotografata durante la Prima Guerra mondiale

San Giovanni viene nominato per la prima volta in un documento del 1070 quando fu donato all'abbazia di Rosazzo dal patriarca Enrico. Alcuni resti archeologici rinvenuti nelle campagne fanno pensare che questo paese esistesse anche all'epoca romana in quanto era posto lungo la strada che da Aquileia portava a Cividale. È probabile che nel 610 nell'attuale territorio di San Giovanni avvenisse lo scontro tra il duca longobardo Gisulfo e le orde avare che saccheggiarono poi Cividale e gran parte del Friuli.
A Medeuzza, nella prima guerra mondiale venne creato a giugno 1915 un campo volo che rimase operativo fino alla Battaglia di Caporetto e che ospitava da fine giugno il Comando del Gruppo aviazione artiglieria dal quale dipendevano le 5 squadriglie di stanza nei campi di Medeuzza, Oleis di Manzano e Gonars e che venne trasferito a Oleis alla fine di quell’anno. 
Il 2 luglio 1915 qui erano di stanza la 1ª Squadriglia per l'artiglieria che vi rimase fino al 4 agosto e la 2ª Squadriglia per l'artiglieria che rimase fino a fine anno.
Dal 18 luglio al 3 agosto vennero qui assegnati i 4 Farman 14 10ª Squadriglia da ricognizione e combattimento.
Il 24 settembre oltre alla 2ª arriva anche la 3ª Squadriglia per l'artiglieria, ma le squadriglie vennero provvisoriamente spostate entrambe, assieme al Comando Gruppo, dopo un cannoneggiamento di 30 pezzi da 130 mm. dell’artiglieria austriaca il 15 dicembre 1915.
Alla fine dell’anno le squadriglie rientrarono a Medeuzza, ma in febbraio le unità andarono in altra sede.
La 2ª e la 3ª cambiavano dal 15 aprile 1916 la numerazione in 42ª e 43ª. 
La 43ª Squadriglia rimane dal 15 aprile 1916 al 1º maggio, tornando dal 26 settembre 1917 al 15 ottobre. 
La 42ª Squadriglia fece la sua ricomparsa nel campo nel settembre 1916 e vi rimase fino al 15 ottobre 1917.
A Bolzano l'8 agosto 1916 arriva la 41ª Squadriglia fino al 18 novembre ed una Sezione della 79ª Squadriglia nell'ambito della Decima battaglia dell'Isonzo dalla fine di aprile 1917.
Dalla fine del 1919 arrivano la 31ª Squadriglia fino al novembre 1920 e la 121ª Squadriglia.

### Simboli
Lo stemma e il gonfalone sono stati concessi con regio decreto del 9 dicembre 1937.
Il gonfalone è un drappo di azzurro.

## Società

### Evoluzione demografica
Abitanti censiti

Al 1º gennaio 2024 il comune di San Giovanni al Natisone contava 6.024 residenti, confermando una tendenza demografica in diminuzione.
Gli stranieri presenti sono 766 e rappresentano il 12,7% della popolazione residente.
La comunità straniera più numerosa è quella proveniente dalla Repubblica Popolare Cinese con il 27,2% di tutti gli stranieri presenti sul territorio, seguita dalla Romania (17,4%) e dalla Tunisia (7,8%).

### Lingue e dialetti
A San Giovanni al Natisone, accanto alla lingua italiana, la popolazione utilizza la lingua friulana. Ai sensi della Deliberazione n. 2680 del 3 agosto 2001 della Giunta della Regione autonoma Friuli-Venezia Giulia, il Comune è inserito nell'ambito territoriale di tutela della lingua friulana ai fini della applicazione della legge 482/99, della legge regionale 15/96 e della legge regionale 29/2007.
La lingua friulana che si parla a San Giovanni al Natisone rientra fra le varianti appartenenti al friulano centro-orientale.

## Geografia antropica

### Frazioni
- Bolzano (Bolzan in friulano) è una frazione che conta alcune centinaia di abitanti; circondata da un paesaggio rustico, è situata nei pressi del luogo in cui sorgeva nel cinquecento il piccolo borgo di Modoletto, distrutto da un sisma. Vicino al fiume Natisone vi è il luogo dove si svolge l'annuale "Festa di san Michele" (patrono della frazione). A Bolzano è situata inoltre la casa in cui visse Pietro Zorutti, poeta friulano.
- Cascina Rinaldi
- Dolegnano (Dolegnan in lingua friulana) è una frazione di circa 600 abitanti ove è possibile ammirare la bella villa dei conti di Trento, risalente al XVIII secolo. I festeggiamenti di S. Pietro che si svolgono l'ultima settimana di giugno nel piazzale adiacente alla chiesa organizzata da un gruppo affiatato di amici (Chei di Dolegnan).
- Medeuzza (Midiuze in friulano) è una frazione che conta circa 600 abitanti. Documentata nel 1303 dovrebbe essere stata fondata alla metà del secolo precedente ove un tempo sorgeva una villa rustica romana. Feudo dell'abbazia della Beligna e quindi del Capitolo di Aquileia, fu centro di un piccolo sistema agricolo feudale e fu legata ad eventi bellici plurisecolari. Durante il periodo napoleonico assurse al rango di comune, inglobando sotto di sé le frazioni di Dolegnano e Villanova. Edifici di pregio sono la chiesa parrocchiale di San Leonardo, la quattrocentesca Torata ed il settecentesco palazzo Bonessa, noto come Palazat. La "Fieste dal Pais" (Festa del Paese) si svolge ogni anno tra l'ultima settimana di luglio e la prima di agosto.
- Villanova del Judrio (Vilegnove dal Judri in friulano), qui ha sede l'Associazione calcio Villanova fondata nel 1967. A settembre si celebra la "Festa della Vergine Ausiliatrice". Nel centro dell'abitato sorge la villa dei conti de Puppi, investiti del feudo di Villanova sin dal 1491.

## Infrastrutture e trasporti
Importante arteria di comunicazione e traffici è la strada regionale 56 che attraversa San Giovanni e rappresenta il collegamento più diretto tra le città di Udine e Gorizia.
La stazione ferroviaria di San Giovanni al Natisone situata sulla linea Venezia-Trieste e posta al chilometro 15+335(via Udine-Gorizia),è dotata di due binari di corsa sul quale viene espletato il servizio viaggiatori ed uno promiscuo per le precedenze nel senso pari e dispari provvisto di marciapiede e segnalamento distinto per binario ; è inoltre presente uno scalo non centralizzato nel quale avviene il ricovero dei mezzi d'opera e al quale si accede tramite un deviatoio a mano dotato di leva contrappeso e relativa chiave (CH11). 
Il Dirigente Movimento è addetto al comando degli itinerari, al presenziamento dei treni e alla regolazione della circolazione e presiede a tutte le attività necessarie a garantire la sicurezza nel proprio impianto e nella porzione di linea a lui afferente in collaborazione con il Dirigente Movimento della Stazione limitrofa.
Il regime di distanziamento previsto è il Blocco Conta-Assi: 
-Unica sezione tra la località di servizio di San Giovanni al Natisone e la località di servizio di Udine Parco. 
-Doppia sezione tra la località di servizio di San Giovanni al Natisone e la località di servizio di Gorizia Centrale; tra le due località di servizio è presente la stazione disabitata e impresenziata di Cormons. 
Va ricordato che la stazione di San Giovanni al Natisone è l'unica località di servizio presenziata dal Dirigente Movimento,in tutta la regione FVG, ad essere dotata di Apparato Centrale elettrico (ACE) a leve,tuttora perfettamente funzionante.

## Amministrazione

### Sindaci dal 1995
| Periodo        | Periodo        | Primo cittadino   | Partito         | Carica  | Note |
| -------------- | -------------- | ----------------- | --------------- | ------- | ---- |
| 23 aprile 1995 | 13 giugno 1999 | Franco Costantini | Centro sinistra | Sindaco |      |
| 13 giugno 1999 | 13 giugno 2004 | Franco Costantini | Centro sinistra | Sindaco |      |
| 13 giugno 2004 | 7 giugno 2009  | Attilio Ninino    | Lista civica    | Sindaco |      |
| 7 giugno 2009  | 25 maggio 2014 | Franco Costantini | Centro sinistra | Sindaco |      |
| 25 maggio 2014 | 26 maggio 2019 | Walter Braida     | Lista civica    | Sindaco |      |
| 26 maggio 2019 | 10 giugno 2024 | Carlo Pali        | Lista civica    | Sindaco |      |
| 10 giugno 2024 | in carica      | Carlo Pali        | Lista civica    | Sindaco |      |

#### Gemellaggi
- Francavilla Fontana
- Kuchl
- Bystřice pod Hostýnem